# Анизово шапиче
Анизовото шапиче (Alchemilla anisiaca) е вид растение, принадлежащо към семейство Розови. Включено е в списъка на лечебните растения съгласно Закона за лечебните растения.
Родният ареал на вида е от Европа до Камчатка.